# 박도연
박도연(1997년 5월 30일 ~ )은 대한민국의 배우이다.

## 학력
- 단국대학교 공연영화학부

## 출연 작품

### 영화
- 《괜찮아 괜찮아 괜찮아!》 (2025년) - 단원1 역
- 《오빠생각》 (2016년) - 합창단 / 만지 역
- 《데뷔》 (2010년) - 윤나래 역
- 《여행자》 (2009년) - 숙희 역

### 뮤지컬
- 《그날들》
- 《베르테르》
- 《빨래》
- 《뮤지컬 13》
- 《남한산성》
- 《청년장준하》
- 《라이온킹》
- 《소리도둑》
- 《애니》
- 《오즈의 마법사》

### 연극
- 《남자충동》
- 《프랑켄슈타인》